# Kompetenzmanagement
Kompetenzmanagement hat die Aufgabe, Mitarbeiter-Kompetenzen zu beschreiben, sie transparent zu machen sowie den Transfer, die Nutzung und Entwicklung der Kompetenzen hinsichtlich strategischer Unternehmensziele sicherzustellen.

Die Begriffe Kompetenzmanagement und Skillmanagement werden oftmals synonym verwendet, unterscheiden sich jedoch in ihrer strategischen Ausrichtung.

## Definition
„Kompetenzmanagement bezeichnet den aktiven und systematischen, an den strategischen Unternehmenszielen orientierten Umgang mit den Kompetenzen einer Organisation. Dazu gehört das Identifizieren, Verstehen, Diagnostizieren, Visualisieren, Entwickeln, Einsetzen und langfristige Sichern der Mitarbeiterpotenziale entsprechend dem betrieblichen Bedarf.“

## Grundlagen
Ziel des Kompetenzmanagements im Unternehmen ist es, die Potenziale, die jedes Unternehmen aufgrund vorhandener Mitarbeiterfähigkeiten und -fertigkeiten hat, effektiv zu nutzen und darauf basierend die für eine nachhaltige Wettbewerbsfähigkeit notwendigen Kompetenzen zu entwickeln, d. h. aktiv den eigenen Kompetenzbestand zu steuern und zu lenken.
Das Kompetenzmanagement vereint zwei grundlegende Ansätze der Organisationswissenschaften, die auch hier eine Rolle spielen: den ressourcenbasierten Ansatz oder Kernkompetenzansatz und den lernorientierten Kompetenzansatz. Für die Anwendung eines Kompetenzmanagements sind beide Ansätze relevant.
Ressourcenorientierter Ansatz
Der ressourcenorientierte Ansatz – auch Kernkompetenzansatz genannt – beschäftigt sich grundlegend mit der Potenzialnutzung einer Organisation, mit dem Ziel, die Überlebensfähigkeit eines Unternehmens durch die richtige Ressourcenakkumulation langfristig zu sichern und sich dadurch vom Marktumfeld abzuheben.
Lernorientierter Ansatz
Der Lernorientierte Kompetenzansatz fokussiert im Gegensatz dazu das Individuum als Kompetenzträger. Kompetenzen werden dabei als Voraussetzungen zur Selbstdisposition charakterisiert.

## Aufgaben des Kompetenzmanagements
Kompetenzmanagement geht als Kernaufgabe wissensorientierter Unternehmensführung über das traditionelle Verständnis von Aus- und Weiterbildung hinaus, indem Lernen, Selbstorganisation, Nutzung und Vermarktung der Kompetenzen integriert werden. Zum Kompetenzmanagement gehören auch die Aufgaben, Kompetenzen zu beschreiben, zu dokumentieren (z. B. im Rahmen der Humankapitalbilanzierung) sowie den Transfer, die Nutzung und Entwicklung der Kompetenzen, orientiert an den persönlichen Zielen des Mitarbeiters sowie den Zielen der Unternehmung, sicherzustellen.
Insbesondere stellen sich vier Aufgaben:
1. Repräsentation: Strukturierte und komprimierte Übersicht über Kompetenzen auf Mitarbeiter- und Unternehmensebene mit dem angezielten Ergebnis einer strukturierten qualitativen und quantitativen Analyse des Kompetenzbestandes. Die in diesem Zusammenhang entwickelten oder vorgeschlagenen Mess- und Darstellungsmethoden sind jedoch häufig unvollständig, da letzten Endes vor allem das Individuum Aussagen über seine beruflichen Handlungskompetenzen machen kann, jedoch nur selten danach gefragt wird, oder aber unter Experten umstritten.
2. Reflexion: Kritische Hinterfragung der Kompetenzbestände und Ableitung von betrieblichen Interventionen zur Verbesserung mit dem angezielten Ergebnis einer zielgerichteten Bestandsaufnahme und Bewertung der Kompetenzen. Hierzu gehört z. B. die Lückenanalyse.
3. Verteilung: Verteilung und Verbreitung der Kompetenzen über die verschiedenen Ebenen der Organisation hinweg (Projekt-, Prozess-, Steuerungsebene) mit dem angezielten Ergebnis einer hohen Verfügbarkeit des Kompetenzbestandes. Der Übergang zum Wissensmanagement ist fließend.
4. Entwicklung: Anpassung des Kompetenzportfolios unter Berücksichtigung des vorhandenen Potenzials und der zukünftigen Anforderungen (Auf- oder Abbau). Hierzu gehört auch eine Risikoanalyse, bei der die unternehmens-, abteilungs- oder fachspezifischen Risiken der Abwanderung wichtiger Kompetenzen oder ihrer Überalterung ermittelt und Gegenmaßnahmen vorgeschlagen werden.

## Modell eines integrativen Kompetenzmanagements
Die Implementierung eines Kompetenzmanagements im Unternehmen kann nach einem von North und Reinhardt (2005) entwickelten Vorgehensmodell realisiert werden. Das Modell beruht auf dem Grundgedanken, dass sowohl der Mitarbeiter selbst sein individuelles wie auch das Unternehmen das aggregierte organisationale Kompetenzportfolio steuern, anpassen und entwickeln kann. Eine Synchronisation beider Interessenlagen ist ein wichtiges Element dieses Modells. Durch den modularen Aufbau des Modells soll der Praktiker in die Lage versetzt werden, das Modell den Bedingungen seines Unternehmens anzupassen. Die Vorgehensweise kann in die Phasen Identifikation, Validierung und Transfer untergliedert werden. Allerdings finden sich bisher keine Beispiele für eine komplette Umsetzung dieses theoretischen Programms.

### Identifikationsphase
Beginnend mit der Analyse werden systematisch die im Unternehmen vorhandenen und strategisch wichtigen Geschäftsfelder und die damit verbundenen Unternehmenskompetenzen untersucht und identifiziert. Das Modell sieht vor, dass zunächst ausgewählte Wertschöpfungsprozesse, Geschäftsprozesse, Produkte, Dienstleistungen, Projekte und Technologien hinsichtlich geschäftsrelevanter Kompetenzfelder untersucht werden. Aufbauend auf diesen Erkenntnissen wird eine strategische Zielrichtung für das Kompetenzmanagement bestimmt (z. B. Initiierung kompetenzorientierter Weiterbildung; Neuaufbau der Unternehmenskompetenz XY usw.). Aus den Ergebnissen der Analyse erfolgt die Ableitung der Einzelkompetenzen, die für die organisationsabhängigen Aufgaben der Mitarbeiter relevant sind (Aufgabenkatalog). Aus diesem Katalog werden Rollen abgeleitet (Rollenkatalog). Für jede Rolle wird ein eindeutiges Soll-Kompetenzprofil erstellt, das jeweils in fachliche, methodische und soziale Komponenten zerlegt wird (drill-down). In einem Kompetenzkatalog werden Aufgaben- und Rollen-bezogene Kompetenzen aggregiert und nach Kerngeschäftsfeldern strukturiert.

### Validierungsphase
In der Phase der Validierung werden anhand des Soll-Kompetenzkataloges die Ist-Kompetenzen der Mitarbeiter erfragt. Diese Befragung kann entweder analog oder digital erfolgen. Unternehmen können sich dabei auf strategisch wichtige Mitarbeitergruppen konzentrieren (z. B. Forschung und Entwicklung, IT-Mitarbeiter). Der Kompetenzgrad, das heißt die Ausprägungen der Einzelkompetenzen, werden auf einer vorher festgelegten Expertise-Skala erfasst und somit messbar gemacht. Um eine differenzierte Beurteilung zu erreichen, kann zusätzlich eine Einschätzung nach der Kompetenzdomäne erfolgen. In Workshops mit Mitarbeitergruppen, in Einzelgesprächen mit dem Vorgesetzten und/oder durch Selbsteinschätzung durch die Mitarbeiter werden die Kompetenzprofile auf ihre Validität überprüft und ggf. abgeändert. Das Ergebnis ist eine Übersicht, wer wo im Unternehmen über welche Kompetenzen im Einzelnen (Mitarbeiter ↔ Kompetenzprofil) oder im Gesamten (Gruppe ↔ Kompetenzkarte) verfügt. Unterstützung bei der Reflexion und Analyse der Ergebnisse leisten hier verschiedene Visualisierungstechniken, die den Datenbestand in komprimierter Form wiedergeben und Entscheidungen erleichtern.

### Transferphase
Aufbauend auf der Transparenz des Kompetenzbestandes kann der Kompetenztransfer zwischen den Mitarbeitern, je nach Kompetenznachfrage und -angebot im Unternehmen, sehr genau ausgestaltet werden. Bisher isolierte Kompetenzbestände sind organisationsweit transparent und können vernetzt werden. Geeignete technische Lösungen unterstützen dabei die dynamische bzw. periodische Aktualisierung und Verteilung der Kompetenzinformationen. Durch ein Tracking der Vernetzungsmuster zwischen den Mitarbeitern kann eine organisationsweite Diagnose der Lern- und Kompetenzmuster erfolgen. Als Steuerungsinstrument eingesetzt, kann die Unternehmensführung die Ergebnisse der Kompetenz-Verlaufsmuster als Basis zur Verbesserung des Kompetenzmanagements und der spezifischen Anpassung des Vernetzungskonzeptes einsetzen. Durch Unterbauen des Modells mit einem auf das Unternehmen angepassten Kennzahlensystem wird eine permanente Überprüfung und ein aktives Ausgestalten des Kompetenzbestandes möglich.